# Дрим-тим III
Дрим-тим III (енгл. Dream Team III) или Тим снова III назив је за кошаркашку репрезентацију САД из 1996. која је освојила златну медаљу на Олимпијским играма у Атланти.
Кошаркашки турнир на овим олимпијским играма је обележио друго појављивање репрезентације Сједињених Држава са професионалцима, трећим по реду Дрим-тимом (након оригиналног Дрим-тима са Олимпијаде 1992. и Дрим-тима II са Светског првенства 1994. који је био мање познат). Предвођен главним тренером Кошаркашке Куће славних Ленијем Вилкенсом, тим је освојио злато на другој узастопној Олимпијади. Под надимком Дрим-тим III, тим је укључивао пет играча који су били олимпијски саиграчи у оригиналном Дрим-тиму, са Олимпијског кошаркашког турнира 1992: Чарлс Баркли, Карл Малон, Скоти Пипен, Џон Стоктон и Дејвид Робинсон. Гери Пејтон је касније заменио повређеног Глена Робинсона.
За Дрим-тим III су наступили:
| - Чарлс Баркли (Финикс санси) - Карл Малон (Јута џез) - Скоти Пипен (Чикаго булси) - Шакил О'Нил (Орландо меџик) - Грант Хил (Детроит пистонси) - Хаким Олајџувон (Хјустон рокетси) | - Реџи Милер (Индијана пејсерси) - Џон Стоктон (Јута џез) - Дејвид Робинсон (Сан Антонио спарси) - Гари Пејтон (Сијетл суперсоникси) - Пени Хардавеј (Орландо меџик) - Мич Ричмонд (Сакраменто кингси) |

Дрим-тим III се лако пробио до финала победивши све своје противнике са великом разликом. У финалу је побеђена репрезентација Југославије (за коју су тада наступали играчи из Србије и Црне Горе) са 95:69.

## Особље
- Тренер: Лени Вилкенс (Атланта хокси)
- Помоћни тренери: Џери Слоун (Јута Џез), Боби Креминс (Универзитет Џорџија Тех) и Клем Хаскинс (Универзитет Минесоте)
- Тимски лекари: Стив Хас (Вашингтон булетс), Џон А. Хеферон (Чикаго булси) и Брус Мозли (Хјустон рокетси)
- Атлетски тренери: Стивен Брејс (Универзитет Крејтон) и Рон Калп (Мајами хит)